# Маколей, Томас Бабингтон
То́мас Ба́бингтон Мако́лей (англ. Thomas Babington Macaulay; 25 октября 1800, Ротли-Темпл, графство Лестершир — 28 декабря 1859, Лондон) — британский государственный деятель, историк, поэт и прозаик викторианской эпохи. На протяжении последнего десятилетия своей жизни он работал над 5-томной «Историей Англии» — капитальным трудом, заложившим основы виговского прочтения национальной истории.
Член Лондонского королевского общества (1849), иностранный член французской Академии моральных и политических наук (1857), иностранный член-корреспондент Петербургской академии наук (1858).

## Ранние годы

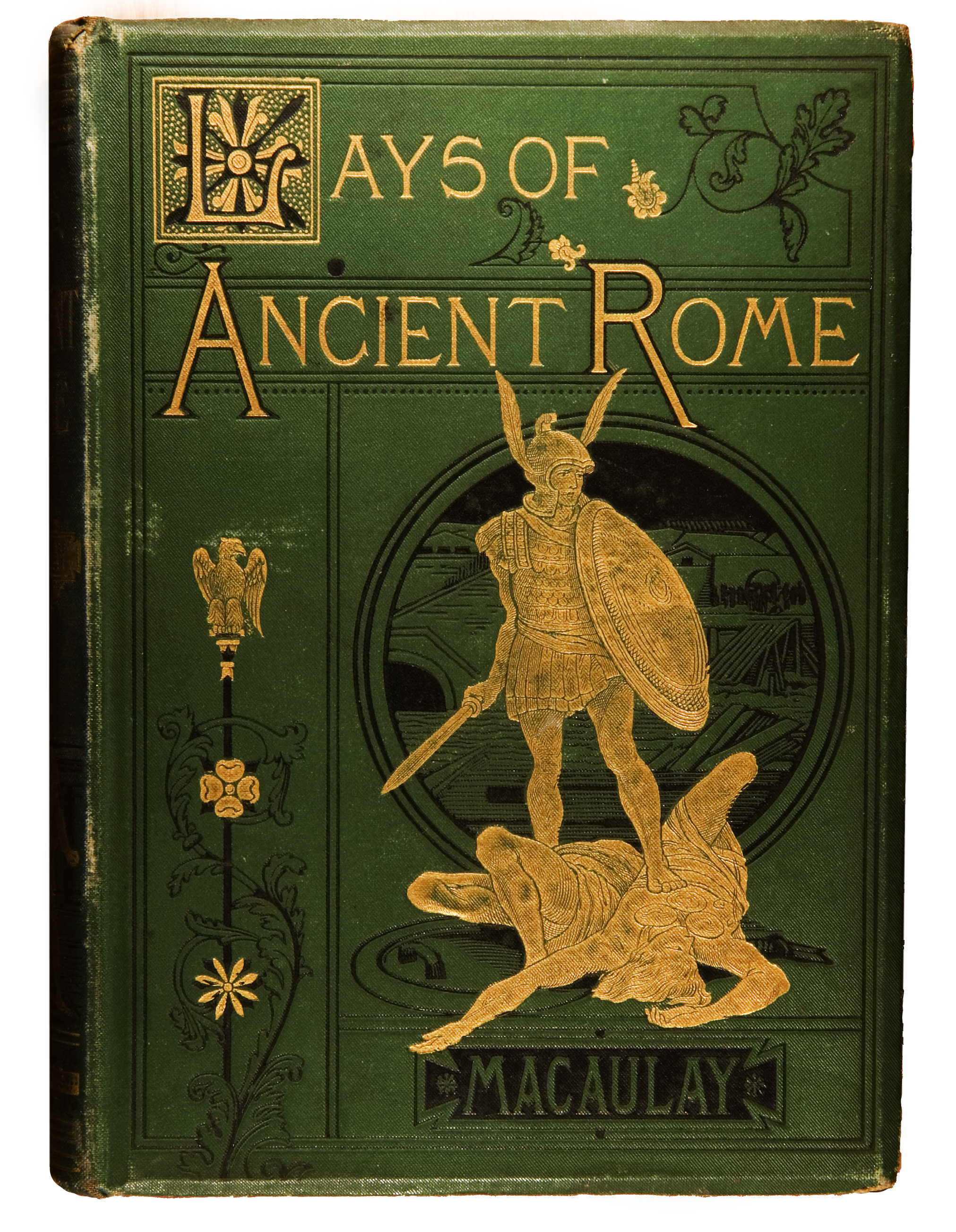
Обложка книги стихотворений Маколея «Песни Древнего Рима» (1881).

Томас Маколей, сын шотландского предпринимателя-аболициониста Захарии Маколея, окончил Тринити-колледж (Кембридж). Ещё в студенческие годы он привлёк внимание литературной общественности своими стихотворениями, эссе и опубликованным в «Эдинбургском обозрении» за 1825 год этюдом о Мильтоне. Книга стихотворений Маколея «Песни Древнего Рима» (1842) представляет интерес и в наши дни; её переводы на русский язык публикуются по сей день — к примеру, в антологии «Семь веков английской поэзии» (Москва, 2007).
Получив юридическое образование, Маколей мечтал о карьере не законника, а политика. В 1830 году он избрался в Британский парламент и активно включился в дебаты, предшествовавшие великой парламентской реформе 1832 года. Красноречие Маколея выдвинуло его в первые ряды британских ораторов и сделало его одним из лидеров партии вигов. Особенно значительна была его роль в принятии закона об отмене рабства.

## Маколей в Индии
В 1833—1838 годах Маколей занимает видные посты в администрации Британской Индии, являлся членом Верховного совета (Council of India) при генерал-губернаторе Индии. Сторонник идеи превосходства английской политической модели над всеми прочими, он старался привить индийскому обществу вкус к свободе слова и внедрить в правовую систему Индии принцип равенства англичан и индийцев перед законом. Ему принадлежит проект уголовного уложения, заложивший основы уголовного законодательства не только в Индии, но и в других британских колониях.
В целях сплочения многонационального индийского общества Маколей настоял на повсеместном введении английского в качестве обязательного языка обучения, стоял у истоков индийской системы образования. Усилия Маколея по просвещению индийского общества, лежавшие в русле бентинковских преобразований, привели к формированию в Индии целого поколения проанглийски настроенных интеллектуалов (т. н. «дети Маколея»).

## После возвращения в Британию
После долгожданного возвращения из индийской «ссылки» на родину в 1839 году Маколей избрался в парламент от Эдинбурга и в правительстве лорда Мельбурна (1839—1841) занимал пост министра по военным делам. После возвращения власти к вигам в 1846 г. возглавил Ведомство генерального казначея (Paymaster General; 1846—1848).
В 1848 был избран ректором университета Глазго.
В 1852—1856 депутат Палаты общин от Эдинбурга.
В последние годы Томас Маколей страдал тяжёлой болезнью сердца. Этот убеждённый холостяк умер в 59 лет и был похоронен в Вестминстерском аббатстве (Уголок поэтов). Незадолго до смерти королева Виктория пожаловала ему титул барона Ротли.

## Маколей как историк
Начиная с 1849 года Маколей с головой уходит в историографические штудии. Он задался целью написать историю Англии от «славной революции» 1688 года до смерти Георга III (1820), в которой стремился показать превосходство либеральной идеологии и политической платформы вигов, очистив национальную историю от измышлений консерваторов (тори). Маколей задумал сочинение меньшего объёма и значительного временного охвата, но по мере написания труд «катастрофически нарастал», так что автор был вынужден ограничиться лишь 14-летним периодом. Ему удалось довести свой труд до смерти Вильгельма III (1702), которого он почитал величайшим из английских монархов. Центральное место в национальной истории Маколей отводил свержению Стюартов и «славной революции».
Пересмотр устоявшихся мнений относительно событий царствования Вильгельма III наделал много шума. Пять томов истории Маколея разошлись по Британской империи рекордными тиражами. Они были переведены почти на все европейские языки. Читателей привлекал в «Истории Англии» своеобразный, не лишённый изящества стиль, который в течение полувека после смерти писателя господствовал в англоязычной публицистике.
Будучи по природе больше политиком, чем беспристрастным учёным, Маколей рассыпал по страницам своей «Истории» запоминающиеся, безапелляционные суждения. Опровергнуть их дотошным историкам-профессионалам немецкой школы не составляло труда. К середине XX века репутация Маколея как историка сильно увяла, несмотря на усилия по продолжению виговской историографической традиции, предпринятые внучатым племянником Маколея — Джорджем Тревельяном. В 1934—1938 гг. Уинстон Черчилль написал многотомную биографию своего предка герцога Мальборо с целью опровержения обвинений, брошенных в его адрес Маколеем.
По оценке Карла Маркса, Маколей, будучи «систематическим фальсификатором истории», «по возможности „замазывает“ факты».
Крайне высоко его ставил Дональд Каган.

## Cемья
- Сестра – Селина Маколей (1802–1858).
- Сестра – Джин Маколей (1804–1830).
- Брат – о. Джон Маколей (1805–1874), женат на Джейн Эмме Лардж (1809–1892)
- Брат – Генри Уильям Маколей (1806–1846), был женат на Маргарет Кроппер
- Сестра – Ханна Мор Маколей (?–5 августа 1873), была первой женой Чарльза Эдварда Тревельяна, одного из ближайших друзей  Маколея. Их сын – сэр Джордж Отто Тревельян[англ.], второй баронет (1838–1928), государственный деятель, его сын историк Джордж Маколей Тревельян, продолжатель дела Маколея, своего двоюродного деда.
- Сестра – Маргарет Маколей (1812–1834), была замужем за Эдвардом Кроппером
- Брат – Чарльз Захарий Маколей (1814–1886), был женат на Мари Поттер

## Публикации
- Маколей о лорде Байроне // Русский вестник. 1856. Т. V. Кн. II
- Маколей Т. Б. Речь, произнесённая в Палате Общин 5 февраля 1841 года // Две речи об авторском праве.
- Маколей Т. Б. Речь, произнесённая в комиссии Палаты Общин 6 апреля 1842 года // Две речи об авторском праве.
- Macaulay, Thomas Babington. Macaulay on copyright law. Архивировано из оригинала 21 сентября 2012 года.
- Маколей Т. Англия и Европа: Избр. эссе / Пер. с англ. СПб.: Алетейя, 2001. 500 с.
- Маколей Т. Б. История Англии // Полное собрание сочинений. Т. 6—13. — Спб.—М.: из-во М. О. Вольфа, 1863—1868.
- Маколей Т. Б. Денежное обращение в Англии в XVII в.[12] // Золотой стандарт: теория, история, политика. — М.: «Социум», 2010. — 576 с. — ISBN 978-5-91603-045-7.